# Jean-Pierre Cubertafon
Jean-Pierre Cubertafon, né le 5 février 1948 à Lanouaille, est un homme politique français. Membre du Mouvement démocrate, il est le député de la 3e circonscription de la Dordogne entre 2017,, et 2024.

## Biographie
Ancien cadre dans l'industrie pharmaceutique, il est conseiller municipal de Lanouaille de 1977 à 1995, avant d'en devenir à cette date le maire. Adhérent du Rassemblement pour la République en 1976 puis affilié à l'UDF, il a ensuite rejoint le MoDem. Le 31 juillet 2017, il abandonne son mandat de maire pour éviter le cumul des mandats, tout en restant conseiller municipal.

## Parcours politique
Candidat aux élections sénatoriales de 2020 en Dordogne, il est battu au second tour, obtenant 27 voix de moins que Marie-Claude Varaillas.
Élu député de la 3e circonscription de la Dordogne en 2017 sous l'étiquette MoDem, il est réélu au second tour le 19 juin 2022 avec 36,52 % des suffrages lors d'une triangulaire l'opposant aux candidats de la Nupes et du RN.
Il est à nouveau candidat aux élections législatives anticipées de 2024. Arrivé en troisième position derrière les candidates du RN et du NFP, il se retire pour faire barrage à la candidate du Rassemblement national Florence Joubert, qui est toutefois élue.
En juillet 2025, le Premier ministre François Bayrou lui confie une mission de six mois « pour dresser un état des lieux de la solitude et de l'isolement en milieu rural, recenser et évaluer les politiques publiques en la matière et formuler des recommandations concrètes pour y remédier ».

## Décorations
- Chevalier de la Légion d'honneur le 11 juillet 2025[12].